# Агилера и Эгеа, Франсиско
Франсиско Агилера и Эгеа (исп. Francisco Aguilera y Egea; 31 марта 1857, Сьюдад-Реаль, Кастилия-Ла-Манча — 19 мая 1931, Мадрид) — испанский военачальник и государственный деятель, либерал-центрист, генерал-капитан (фельдмаршал; 1931), произведённой в этот чин правительством республиканцев.

## Биография
Родился в 1857 году в Сьюдад-Реале. Активно участвовал в боевых действиях в Марокко. С апреля по июнь 1917 года занимал пост военного министра в правительстве Мануэля Гарсия Прието. В этом качестве попытался распустить военные советы обороны — правые офицерские организации, но в итоге сам был отправлен в отставку королём. 
С 1918 года Агилера был пожизненным сенатором. Среди прогрессивной части офицеров пользовался популярностью, сопоставимой с популярностью Примо де Риверы среди консерваторов. После прихода Примо де Риверы к власти, Агилера был среди организаторов неудачного военного переворота против него, однако серьёзным репрессиям не подвергся.
После свержения в Испании монархии и установления республики (1931), новый республиканский премьер-министр Мануэль Асанья произвёл Агилеру в генерал-капитаны (фельдмаршалы).
Агилера скончался в Мадриде в том же году.